# Réseau interurbain de Haute-Savoie
Cars Région Haute-Savoie, anciennement les Lignes Interurbaines de Haute-Savoie (LIHSA), est le réseau interurbain desservant le département de la Haute-Savoie en région Auvergne-Rhône-Alpes. Composé de 22 lignes régulières, ces dernières permettent la desserte de la plupart des communes du département ainsi que les communes d’Albertville, Ugine, Marthod et Flumet, situées en Savoie, mais aussi la commune de Valserhône, située dans l'Ain. Le réseau pénètre également la Suisse romande à l'aide des lignes 272 et 274 desservant la ville de Genève ainsi que les communes de Lancy et de Plan-les-Ouates, dans le même canton.
Depuis le 1er septembre 2017 dans le cadre de la loi NOTRe, c'est la région Auvergne-Rhône-Alpes qui est autorité organisatrice des transports et qui organise les transports en Haute-Savoie.

## Histoire
Au 1er janvier 2018, les lignes 41 (Annecy-Le Châtelard), 42 (Annecy-Cusy) et les lignes 161 et 162 (Annecy-Thorens-Glières) sont sous la compétence du Grand Annecy, sans changement d'offre ou de tarification jusqu'au 30 août 2018.
Le 1er septembre un très grand nombre de lignes est transféré à diverses intercommunalités :
- les lignes 31, 41, 42, 161, 162, 171 et Mobilalp'Glières sont transférés de façon effective au réseau SIBRA[3] ;
- les lignes 32 et 33 sont transférées à la communauté de communes du canton de Rumilly[4] ;
- les lignes 71, 72 et 113 sont transférées au syndicat mixte des quatre communautés de communes[5].
- la ligne 92 est transférée à la communauté de communes Cluses-Arve et Montagnes[6] ;
- les lignes 121 à 124, 131 et ColomBus sont transférées à la communauté de communes Pays d'Évian Vallée d'Abondance[6] ;
- les lignes 141 à 143, 151 et 152 sont transférées à Thonon Agglomération[6] ;

Les lignes 101, 313 et T73 sont supprimées le 14 décembre 2019 au soir dans le cadre de la mise en service du Léman Express.
En juillet 2020, la ligne T71 est transférée à son tour à Thonon Agglomération, mais sans quitter le régime des lignes transfrontalières Transalis. En novembre 2020, le réseau LIHSA (lignes interurbaines de Haute-Savoie) prend le nom de Cars Région Haute-Savoie.
Au 1er septembre 2021, la numérotation est adaptée — les lignes T72 et T74 ne sont pas concernées — à la nouvelle numérotation alphanumérique régionale, avec la lettre « Y » s'ajoutant au numéro existant sauf pour la ligne 91 qui est scindée en deux lignes Y91 et Y92 et les lignes 102, 111 et 112 renumérotées respectivement Y2, Y3 et Y4 ; enfin, les lignes 52 et 61 sont transférées au réseau SIBRA.
Au 12 décembre 2021, les lignes transfrontalières (ex-Transalis) T71 — ne dépendant pas des Cars Région —, T72 et T74 seront renumérotées 271, 272 et 274,  exploitées par la société Alpbus (filiale du groupe RATP Dev).
Le 1er septembre 2025, la ligne Y11 — suspendue l'été — est remplacée par la ligne 4 des Transports annemassiens collectifs.

## Le réseau

### Les lignes

#### Lignes Y02 à Y09
| Ligne | Caractéristiques | Caractéristiques                                              | Caractéristiques                                              | Caractéristiques                                              | Caractéristiques                                              | Caractéristiques                                              | Caractéristiques                                              | Caractéristiques                                              | Caractéristiques                                              |
| Y02   | Annemasse — Gare routière ⥋ Sixt-Fer-à-Cheval — Gare routière | Annemasse — Gare routière ⥋ Sixt-Fer-à-Cheval — Gare routière | Annemasse — Gare routière ⥋ Sixt-Fer-à-Cheval — Gare routière | Annemasse — Gare routière ⥋ Sixt-Fer-à-Cheval — Gare routière | Annemasse — Gare routière ⥋ Sixt-Fer-à-Cheval — Gare routière | Annemasse — Gare routière ⥋ Sixt-Fer-à-Cheval — Gare routière | Annemasse — Gare routière ⥋ Sixt-Fer-à-Cheval — Gare routière | Annemasse — Gare routière ⥋ Sixt-Fer-à-Cheval — Gare routière | Annemasse — Gare routière ⥋ Sixt-Fer-à-Cheval — Gare routière |
| ----- | --- | ------------------------------------------------------------- | ------------------------------------------------------------- | ------------------------------------------------------------- | ------------------------------------------------------------- | ------------------------------------------------------------- | ------------------------------------------------------------- | ------------------------------------------------------------- | ------------------------------------------------------------- |
| Y02   | Ouverture / Fermeture — / — | Longueur —                                                    | Durée 90 min                                                  | Nb. d’arrêts 26                                               | Matériel Autocars                                             | Jours de fonctionnement L, Ma, Me, J, V, S                    | Jour / Soir / Nuit / Fêtes O / N / N / N                      | Voy. / an —                                                   | Transporteur Autocars Jacquet                                 |
| Y02   | Desserte : - Communes desservies : Annemasse, Vétraz-Monthoux, Cranves-Sales, Bonne, Fillinges, Viuz-en-Sallaz, Saint-Jeoire, Mieussy, Taninges, Verchaix, Morillon, Samoëns et Sixt-Fer-à-Cheval - Stations et gares desservies : Gare d'Annemasse                                                                                       |                                                               |                                                               |                                                               |                                                               |                                                               |                                                               |                                                               |                                                               |
| Y02   | Autre : - Zones traversées : 3 zones interurbaines. - Amplitudes horaires : La ligne fonctionne du lundi au vendredi de 6 h 15 à 19 h 50 environ et le samedi à raison d'un aller-retour par jour. - Particularités : Un aller-retour est assuré sur réservation, dont celui du samedi. - Date de dernière mise à jour : 7 décembre 2021. |                                                               |                                                               |                                                               |                                                               |                                                               |                                                               |                                                               |                                                               |
| Y02   | Dernière actualisation : — |                                                               |                                                               |                                                               |                                                               |                                                               |                                                               |                                                               |                                                               |
| Y03   | Bellevaux — Chef-lieu ⥋ Thonon-les-Bains — Place des Arts | Bellevaux — Chef-lieu ⥋ Thonon-les-Bains — Place des Arts     | Bellevaux — Chef-lieu ⥋ Thonon-les-Bains — Place des Arts     | Bellevaux — Chef-lieu ⥋ Thonon-les-Bains — Place des Arts     | Bellevaux — Chef-lieu ⥋ Thonon-les-Bains — Place des Arts     | Bellevaux — Chef-lieu ⥋ Thonon-les-Bains — Place des Arts     | Bellevaux — Chef-lieu ⥋ Thonon-les-Bains — Place des Arts     | Bellevaux — Chef-lieu ⥋ Thonon-les-Bains — Place des Arts     | Bellevaux — Chef-lieu ⥋ Thonon-les-Bains — Place des Arts     |
| Y03   | Ouverture / Fermeture — / — | Longueur —                                                    | Durée 90 min                                                  | Nb. d’arrêts 12                                               | Matériel Autocars                                             | Jours de fonctionnement L, Ma, Me, J, V                       | Jour / Soir / Nuit / Fêtes O / N / N / N                      | Voy. / an —                                                   | Transporteur SAT Région du Léman                              |
| Y03   | Desserte : - Communes desservies : Bellevaux, Vailly, Lullin, Reyvroz, Le Lyaud, Armoy et Thonon-les-Bains - Stations et gares desservies : Gare de Thonon-les-Bains |                                                               |                                                               |                                                               |                                                               |                                                               |                                                               |                                                               |                                                               |
| Y03   | Autre : - Zone traversée : 1 zone interurbaine. - Amplitudes horaires : La ligne fonctionne du lundi au vendredi de 6 h 50 à 18 h 55 environ. - Date de dernière mise à jour : 7 décembre 2021. |                                                               |                                                               |                                                               |                                                               |                                                               |                                                               |                                                               |                                                               |
| Y03   | Dernière actualisation : — |                                                               |                                                               |                                                               |                                                               |                                                               |                                                               |                                                               |                                                               |
| Y04   | Bellevaux — Chef-lieu ⥋ Annemasse — Gare routière | Bellevaux — Chef-lieu ⥋ Annemasse — Gare routière             | Bellevaux — Chef-lieu ⥋ Annemasse — Gare routière             | Bellevaux — Chef-lieu ⥋ Annemasse — Gare routière             | Bellevaux — Chef-lieu ⥋ Annemasse — Gare routière             | Bellevaux — Chef-lieu ⥋ Annemasse — Gare routière             | Bellevaux — Chef-lieu ⥋ Annemasse — Gare routière             | Bellevaux — Chef-lieu ⥋ Annemasse — Gare routière             | Bellevaux — Chef-lieu ⥋ Annemasse — Gare routière             |
| Y04   | Ouverture / Fermeture — / — | Longueur —                                                    | Durée 60 min                                                  | Nb. d’arrêts 22                                               | Matériel Autocars                                             | Jours de fonctionnement L, Ma, Me, J, V                       | Jour / Soir / Nuit / Fêtes O / N / N / N                      | Voy. / an —                                                   | Transporteur SAT Région du Léman                              |
| Y04   | Desserte : - Communes desservies : Bellevaux, Habère-Poche, Villard, Boëge, Saint-André-de-Boëge, Fillinges, Contamine-sur-Arve, Nangy, Arthaz et Annemasse - Stations et gares desservies : Gare d'Annemasse |                                                               |                                                               |                                                               |                                                               |                                                               |                                                               |                                                               |                                                               |
| Y04   | Autre : - Zone traversée : 1 zone interurbaine. - Amplitudes horaires : La ligne fonctionne du lundi au vendredi de 6 h 15 à 19 h 40 environ. - Particularités : En période scolaire, la ligne est prolongée à certains services aux collèges de Ville-la-Grand. - Date de dernière mise à jour : 7 décembre 2021.                        |                                                               |                                                               |                                                               |                                                               |                                                               |                                                               |                                                               |                                                               |
| Y04   | Dernière actualisation : — |                                                               |                                                               |                                                               |                                                               |                                                               |                                                               |                                                               |                                                               |

#### Lignes Y10 à Y69
| Ligne | Caractéristiques | Caractéristiques                                                                                             | Caractéristiques                                                                                             | Caractéristiques                                                                                             | Caractéristiques                                                                                             | Caractéristiques                                                                                             | Caractéristiques                                                                                             | Caractéristiques                                                                                             | Caractéristiques                                                                                             |
| Y13   | Frangy — Esplanade ⥋ Saint-Julien-en-Genevois — Gare | Frangy — Esplanade ⥋ Saint-Julien-en-Genevois — Gare                                                         | Frangy — Esplanade ⥋ Saint-Julien-en-Genevois — Gare                                                         | Frangy — Esplanade ⥋ Saint-Julien-en-Genevois — Gare                                                         | Frangy — Esplanade ⥋ Saint-Julien-en-Genevois — Gare                                                         | Frangy — Esplanade ⥋ Saint-Julien-en-Genevois — Gare                                                         | Frangy — Esplanade ⥋ Saint-Julien-en-Genevois — Gare                                                         | Frangy — Esplanade ⥋ Saint-Julien-en-Genevois — Gare                                                         | Frangy — Esplanade ⥋ Saint-Julien-en-Genevois — Gare                                                         |
| ----- | --- | --- | --- | --- | --- | --- | --- | --- | --- |
| Y13   | Ouverture / Fermeture — / — | Longueur —                                                                                                   | Durée 55 min                                                                                                 | Nb. d’arrêts 15                                                                                              | Matériel Autocars                                                                                            | Jours de fonctionnement L, Ma, Me, J, V                                                                      | Jour / Soir / Nuit / Fêtes O / N / N / N                                                                     | Voy. / an —                                                                                                  | Transporteur SAT Annemasse                                                                                   |
| Y13   | Desserte : - Communes desservies : Frangy, Chaumont, Minzier, Jonzier-Epagny, Vers, Viry et Saint-Julien-en-Genevois - Stations et gares desservies : Gare de Saint-Julien-en-Genevois. | | | | | | | | |
| Y13   | Autre : - Zone traversée : 1 zone interurbaine. - Amplitudes horaires : La ligne fonctionne du lundi au vendredi à raison de 3 à 4 départs par sens et par jour. - Date de dernière mise à jour : 7 décembre 2021. | | | | | | | | |
| Y13   | Dernière actualisation : — | | | | | | | | |
| Y21   | Seyssel — Petit Nice ⥋ Annecy — Gare routière | Seyssel — Petit Nice ⥋ Annecy — Gare routière                                                                | Seyssel — Petit Nice ⥋ Annecy — Gare routière                                                                | Seyssel — Petit Nice ⥋ Annecy — Gare routière                                                                | Seyssel — Petit Nice ⥋ Annecy — Gare routière                                                                | Seyssel — Petit Nice ⥋ Annecy — Gare routière                                                                | Seyssel — Petit Nice ⥋ Annecy — Gare routière                                                                | Seyssel — Petit Nice ⥋ Annecy — Gare routière                                                                | Seyssel — Petit Nice ⥋ Annecy — Gare routière                                                                |
| Y21   | Ouverture / Fermeture — / — | Longueur —                                                                                                   | Durée 75 min                                                                                                 | Nb. d’arrêts 19                                                                                              | Matériel Autocars                                                                                            | Jours de fonctionnement L, Ma, Me, J, V, S                                                                   | Jour / Soir / Nuit / Fêtes O / N / N / N                                                                     | Voy. / an —                                                                                                  | Transporteur Transports de l'Ain (RDTA)                                                                      |
| Y21   | Desserte : - Communes desservies : Seyssel, Desingy, Clermont, Chilly, Menthonnex-en-Bornes, Sillingy, Epagny Metz-Tessy et Annecy - Stations et gares desservies : Gare d'Annecy. | | | | | | | | |
| Y21   | Autre : - Zones traversées : Zone 380 (Léman Pass) et 2 zones interurbaines. - Amplitudes horaires : La ligne fonctionne du lundi au samedi à raison de 1 à 2 départs par sens et par jour. - Date de dernière mise à jour : 7 décembre 2021. | | | | | | | | |
| Y21   | Dernière actualisation : — | | | | | | | | |
| Y22   | Valserhône — Gare ⥋ Annecy — Gare routière | Valserhône — Gare ⥋ Annecy — Gare routière                                                                   | Valserhône — Gare ⥋ Annecy — Gare routière                                                                   | Valserhône — Gare ⥋ Annecy — Gare routière                                                                   | Valserhône — Gare ⥋ Annecy — Gare routière                                                                   | Valserhône — Gare ⥋ Annecy — Gare routière                                                                   | Valserhône — Gare ⥋ Annecy — Gare routière                                                                   | Valserhône — Gare ⥋ Annecy — Gare routière                                                                   | Valserhône — Gare ⥋ Annecy — Gare routière                                                                   |
| Y22   | Ouverture / Fermeture — / — | Longueur —                                                                                                   | Durée 70 min                                                                                                 | Nb. d’arrêts 28                                                                                              | Matériel Autocars                                                                                            | Jours de fonctionnement L, Ma, Me, J, V, S, D                                                                | Jour / Soir / Nuit / Fêtes O / N / N / O                                                                     | Voy. / an —                                                                                                  | Transporteur Transports de l'Ain (RDTA)                                                                      |
| Y22   | Desserte : - Communes desservies : Valserhône, Éloise, Chêne-en-Semine, Vanzy, Chessenaz, Frangy, Musièges, Sallenoves, Mesigny, La Balme-de-Sillingy, Sillingy, Epagny Metz-Tessy et Annecy - Stations et gares desservies : Gare de Bellegarde et Gare d'Annecy. | | | | | | | | |
| Y22   | Autre : - Zones traversées : Zone 380 (Léman Pass) et 3 zones interurbaines. - Amplitudes horaires : La ligne fonctionne du lundi au vendredi de 5 h 40 à 21 h 25, le samedi de 6 h 55 à 20 h 5 et les dimanches et fêtes de 7 h 45 à 18 h 50 environ. - Particularités : Les dimanches et fêtes, la ligne est assurée sur réservation. - Date de dernière mise à jour : 7 décembre 2021. | | | | | | | | |
| Y22   | Dernière actualisation : — | | | | | | | | |
| Y51   | Albertville — Gare routière ⥋ Annecy — Gare routière | Albertville — Gare routière ⥋ Annecy — Gare routière                                                         | Albertville — Gare routière ⥋ Annecy — Gare routière                                                         | Albertville — Gare routière ⥋ Annecy — Gare routière                                                         | Albertville — Gare routière ⥋ Annecy — Gare routière                                                         | Albertville — Gare routière ⥋ Annecy — Gare routière                                                         | Albertville — Gare routière ⥋ Annecy — Gare routière                                                         | Albertville — Gare routière ⥋ Annecy — Gare routière                                                         | Albertville — Gare routière ⥋ Annecy — Gare routière                                                         |
| Y51   | Ouverture / Fermeture — / — | Longueur —                                                                                                   | Durée 95 min                                                                                                 | Nb. d’arrêts 36                                                                                              | Matériel Autocars                                                                                            | Jours de fonctionnement L, Ma, Me, J, V, S, D                                                                | Jour / Soir / Nuit / Fêtes O / O / N / O                                                                     | Voy. / an —                                                                                                  | Transporteur Transdev Bassin Annécien - Cars Francony - Voyages LOYET                                        |
| Y51   | Desserte : - Communes desservies : Albertville, Marthod, Ugine, Val de Chaise, Saint-Ferréol, Faverges-Seythenex, Giez, Doussard, Lathuile, Duingt, Saint-Jorioz, Sévrier et Annecy - Stations et gares desservies : Gare d'Albertville et Gare d'Annecy. | | | | | | | | |
| Y51   | Autre : - Zones traversées : Zone 380 (Léman Pass), zone Arlysère et 4 zones interurbaines. - Amplitudes horaires : La ligne fonctionne du lundi au samedi de 4 h 45 à 21 h 30 et les dimanches et fêtes à partir de 7 h environ. - Date de dernière mise à jour : 7 décembre 2021. | | | | | | | | |
| Y51   | Dernière actualisation : — | | | | | | | | |
| Y62   | Thônes — Gare routière / Le Grand-Bornand — Gare routière ⥋ Annecy — Gare routière via Menthon-Saint-Bernard | Thônes — Gare routière / Le Grand-Bornand — Gare routière ⥋ Annecy — Gare routière via Menthon-Saint-Bernard | Thônes — Gare routière / Le Grand-Bornand — Gare routière ⥋ Annecy — Gare routière via Menthon-Saint-Bernard | Thônes — Gare routière / Le Grand-Bornand — Gare routière ⥋ Annecy — Gare routière via Menthon-Saint-Bernard | Thônes — Gare routière / Le Grand-Bornand — Gare routière ⥋ Annecy — Gare routière via Menthon-Saint-Bernard | Thônes — Gare routière / Le Grand-Bornand — Gare routière ⥋ Annecy — Gare routière via Menthon-Saint-Bernard | Thônes — Gare routière / Le Grand-Bornand — Gare routière ⥋ Annecy — Gare routière via Menthon-Saint-Bernard | Thônes — Gare routière / Le Grand-Bornand — Gare routière ⥋ Annecy — Gare routière via Menthon-Saint-Bernard | Thônes — Gare routière / Le Grand-Bornand — Gare routière ⥋ Annecy — Gare routière via Menthon-Saint-Bernard |
| Y62   | Ouverture / Fermeture — / — | Longueur —                                                                                                   | Durée 70 min                                                                                                 | Nb. d’arrêts 26                                                                                              | Matériel Autocars                                                                                            | Jours de fonctionnement L, Ma, Me, J, V, S, D                                                                | Jour / Soir / Nuit / Fêtes O / N / N / O                                                                     | Voy. / an —                                                                                                  | Transporteur Alpbus Fournier (RATP Dev)                                                                      |
| Y62   | Desserte : - Communes desservies : Le Grand-Bornand, La Clusaz, Saint-Jean-de-Sixt, Les Villards-sur-Thônes, Thônes, Alex, Menthon-Saint-Bernard, Veyrier-du-Lac et Annecy - Stations et gares desservies : Gare d'Annecy. | | | | | | | | |
| Y62   | Autre : - Zones traversées : Zone 380 (Léman Pass) et 4 zones interurbaines. - Amplitudes horaires : La ligne fonctionne du lundi au vendredi de 5 h 40 à 20 h 50, le samedi à partir de 6 h 10 et les dimanches et fêtes à partir de 7 h 50 environ. - Particularités : Le terminus s'effectue à Thônes à certains services. - Date de dernière mise à jour : 7 décembre 2021.           | | | | | | | | |
| Y62   | Dernière actualisation : — | | | | | | | | |
| Y63   | Thônes — Gare routière / Le Grand-Bornand — Gare routière ⥋ Annecy — Gare routière via Dingy-Saint-Clair | Thônes — Gare routière / Le Grand-Bornand — Gare routière ⥋ Annecy — Gare routière via Dingy-Saint-Clair     | Thônes — Gare routière / Le Grand-Bornand — Gare routière ⥋ Annecy — Gare routière via Dingy-Saint-Clair     | Thônes — Gare routière / Le Grand-Bornand — Gare routière ⥋ Annecy — Gare routière via Dingy-Saint-Clair     | Thônes — Gare routière / Le Grand-Bornand — Gare routière ⥋ Annecy — Gare routière via Dingy-Saint-Clair     | Thônes — Gare routière / Le Grand-Bornand — Gare routière ⥋ Annecy — Gare routière via Dingy-Saint-Clair     | Thônes — Gare routière / Le Grand-Bornand — Gare routière ⥋ Annecy — Gare routière via Dingy-Saint-Clair     | Thônes — Gare routière / Le Grand-Bornand — Gare routière ⥋ Annecy — Gare routière via Dingy-Saint-Clair     | Thônes — Gare routière / Le Grand-Bornand — Gare routière ⥋ Annecy — Gare routière via Dingy-Saint-Clair     |
| Y63   | Ouverture / Fermeture — / — | Longueur —                                                                                                   | Durée 60 min                                                                                                 | Nb. d’arrêts 16                                                                                              | Matériel Autocars                                                                                            | Jours de fonctionnement L, Ma, Me, J, V, S                                                                   | Jour / Soir / Nuit / Fêtes O / N / N / N                                                                     | Voy. / an —                                                                                                  | Transporteur Alpbus Fournier (RATP Dev)                                                                      |
| Y63   | Desserte : - Communes desservies : Le Grand-Bornand, La Clusaz, Saint-Jean-de-Sixt, Les Villards-sur-Thônes, Thônes, La Balme-de-Thuy, Dingy-Saint-Clair et Annecy - Stations et gares desservies : Gare d'Annecy. | | | | | | | | |
| Y63   | Autre : - Zones traversées : Zone 380 (Léman Pass) et 4 zones interurbaines. - Amplitudes horaires : La ligne fonctionne du lundi au samedi de 6 h 55 à 18 h 50 environ. - Particularités : Le terminus s'effectue à Thônes à certains services. - Date de dernière mise à jour : 7 décembre 2021.                                                                                        | | | | | | | | |
| Y63   | Dernière actualisation : — | | | | | | | | |

#### Lignes Y80 à Y99
| Ligne | Caractéristiques | Caractéristiques                                                         | Caractéristiques                                                         | Caractéristiques                                                         | Caractéristiques                                                         | Caractéristiques                                                         | Caractéristiques                                                         | Caractéristiques                                                         | Caractéristiques                                                         |
| Y81   | Chamonix-Mont-Blanc — Sud ⥋ Cluses — Gare routière | Chamonix-Mont-Blanc — Sud ⥋ Cluses — Gare routière                       | Chamonix-Mont-Blanc — Sud ⥋ Cluses — Gare routière                       | Chamonix-Mont-Blanc — Sud ⥋ Cluses — Gare routière                       | Chamonix-Mont-Blanc — Sud ⥋ Cluses — Gare routière                       | Chamonix-Mont-Blanc — Sud ⥋ Cluses — Gare routière                       | Chamonix-Mont-Blanc — Sud ⥋ Cluses — Gare routière                       | Chamonix-Mont-Blanc — Sud ⥋ Cluses — Gare routière                       | Chamonix-Mont-Blanc — Sud ⥋ Cluses — Gare routière                       |
| ----- | --- | ------------------------------------------------------------------------ | ------------------------------------------------------------------------ | ------------------------------------------------------------------------ | ------------------------------------------------------------------------ | ------------------------------------------------------------------------ | ------------------------------------------------------------------------ | ------------------------------------------------------------------------ | ------------------------------------------------------------------------ |
| Y81   | Ouverture / Fermeture — / — | Longueur —                                                               | Durée 45 min                                                             | Nb. d’arrêts 8                                                           | Matériel Autocars                                                        | Jours de fonctionnement L, Ma, Me, J, V                                  | Jour / Soir / Nuit / Fêtes O / N / N / N                                 | Voy. / an —                                                              | Transporteur Borini Mont-Blanc                                           |
| Y81   | Desserte : - Communes desservies : Chamonix-Mont-Blanc, Les Houches, Saint-Gervais-les-Bains, Sallanches, Magland et Cluses - Stations et gares desservies : Gare de Chamonix-Mont-Blanc, Gare de Saint-Gervais-les-Bains-Le Fayet, Gare de Sallanches - Combloux - Megève, Gare de Magland et Gare de Cluses |                                                                          |                                                                          |                                                                          |                                                                          |                                                                          |                                                                          |                                                                          |                                                                          |
| Y81   | Autre : - Zones traversées : 4 zones interurbaines. - Amplitudes horaires : La ligne fonctionne du lundi au vendredi à raison de 1 à 2 départs par sens et par jour. - Particularités : La ligne ne fonctionne pas l'été. - Date de dernière mise à jour : 7 décembre 2021. |                                                                          |                                                                          |                                                                          |                                                                          |                                                                          |                                                                          |                                                                          |                                                                          |
| Y81   | Dernière actualisation : — |                                                                          |                                                                          |                                                                          |                                                                          |                                                                          |                                                                          |                                                                          |                                                                          |
| Y82   | Chamonix-Mont-Blanc — Sud ⥋ Praz-sur-Arly — Meuret | Chamonix-Mont-Blanc — Sud ⥋ Praz-sur-Arly — Meuret                       | Chamonix-Mont-Blanc — Sud ⥋ Praz-sur-Arly — Meuret                       | Chamonix-Mont-Blanc — Sud ⥋ Praz-sur-Arly — Meuret                       | Chamonix-Mont-Blanc — Sud ⥋ Praz-sur-Arly — Meuret                       | Chamonix-Mont-Blanc — Sud ⥋ Praz-sur-Arly — Meuret                       | Chamonix-Mont-Blanc — Sud ⥋ Praz-sur-Arly — Meuret                       | Chamonix-Mont-Blanc — Sud ⥋ Praz-sur-Arly — Meuret                       | Chamonix-Mont-Blanc — Sud ⥋ Praz-sur-Arly — Meuret                       |
| Y82   | Ouverture / Fermeture — / — | Longueur —                                                               | Durée 20 min                                                             | Nb. d’arrêts 27                                                          | Matériel Autocars                                                        | Jours de fonctionnement L, Ma, Me, J, V, S                               | Jour / Soir / Nuit / Fêtes O / N / N / N                                 | Voy. / an —                                                              | Transporteur Borini Mont-Blanc                                           |
| Y82   | Desserte : - Communes desservies : Chamonix-Mont-Blanc, Les Houches, Saint-Gervais-les-Bains, Passy, Combloux, Demi-Quartier, Megève et Praz-sur-Arly - Stations et gares desservies : Gare de Chamonix-Mont-Blanc et Gare de Saint-Gervais-les-Bains-Le Fayet |                                                                          |                                                                          |                                                                          |                                                                          |                                                                          |                                                                          |                                                                          |                                                                          |
| Y82   | Autre : - Zones traversées : 4 zones interurbaines. - Amplitudes horaires : La ligne fonctionne du lundi au samedi à raison de 3 départs par sens et par jour. - Date de dernière mise à jour : 7 décembre 2021. |                                                                          |                                                                          |                                                                          |                                                                          |                                                                          |                                                                          |                                                                          |                                                                          |
| Y82   | Dernière actualisation : — |                                                                          |                                                                          |                                                                          |                                                                          |                                                                          |                                                                          |                                                                          |                                                                          |
| Y83   | Sallanches — Gare SNCF ⥋ Praz-sur-Arly — Meuret | Sallanches — Gare SNCF ⥋ Praz-sur-Arly — Meuret                          | Sallanches — Gare SNCF ⥋ Praz-sur-Arly — Meuret                          | Sallanches — Gare SNCF ⥋ Praz-sur-Arly — Meuret                          | Sallanches — Gare SNCF ⥋ Praz-sur-Arly — Meuret                          | Sallanches — Gare SNCF ⥋ Praz-sur-Arly — Meuret                          | Sallanches — Gare SNCF ⥋ Praz-sur-Arly — Meuret                          | Sallanches — Gare SNCF ⥋ Praz-sur-Arly — Meuret                          | Sallanches — Gare SNCF ⥋ Praz-sur-Arly — Meuret                          |
| Y83   | Ouverture / Fermeture — / — | Longueur —                                                               | Durée 40 min                                                             | Nb. d’arrêts 18                                                          | Matériel Autocars                                                        | Jours de fonctionnement L, Ma, Me, J, V, S                               | Jour / Soir / Nuit / Fêtes O / N / N / N                                 | Voy. / an —                                                              | Transporteur SAT Pays du Mont-Blanc                                      |
| Y83   | Desserte : - Communes desservies : Sallanches, Combloux, Demi-Quartier, Megève et Praz-sur-Arly - Stations et gares desservies : Gare de Sallanches - Combloux - Megève |                                                                          |                                                                          |                                                                          |                                                                          |                                                                          |                                                                          |                                                                          |                                                                          |
| Y83   | Autre : - Zones traversées : 2 zones interurbaines. - Amplitudes horaires : La ligne fonctionne du lundi au vendredi de 7 h à 20 h et le samedi à partir de 8 h 15 environ. - Date de dernière mise à jour : 7 décembre 2021. |                                                                          |                                                                          |                                                                          |                                                                          |                                                                          |                                                                          |                                                                          |                                                                          |
| Y83   | Dernière actualisation : — |                                                                          |                                                                          |                                                                          |                                                                          |                                                                          |                                                                          |                                                                          |                                                                          |
| Y84   | Sallanches — Gare SNCF ⥋ Les Contamines-Montjoie — Le Lay | Sallanches — Gare SNCF ⥋ Les Contamines-Montjoie — Le Lay                | Sallanches — Gare SNCF ⥋ Les Contamines-Montjoie — Le Lay                | Sallanches — Gare SNCF ⥋ Les Contamines-Montjoie — Le Lay                | Sallanches — Gare SNCF ⥋ Les Contamines-Montjoie — Le Lay                | Sallanches — Gare SNCF ⥋ Les Contamines-Montjoie — Le Lay                | Sallanches — Gare SNCF ⥋ Les Contamines-Montjoie — Le Lay                | Sallanches — Gare SNCF ⥋ Les Contamines-Montjoie — Le Lay                | Sallanches — Gare SNCF ⥋ Les Contamines-Montjoie — Le Lay                |
| Y84   | Ouverture / Fermeture — / — | Longueur —                                                               | Durée 50 min                                                             | Nb. d’arrêts 30                                                          | Matériel Autocars                                                        | Jours de fonctionnement L, Ma, Me, J, V, S                               | Jour / Soir / Nuit / Fêtes O / N / N / N                                 | Voy. / an —                                                              | Transporteur SAT Pays du Mont-Blanc                                      |
| Y84   | Desserte : - Communes desservies : Sallanches, Domancy, Saint-Gervais-les-Bains, Passy et Les Contamines-Montjoie - Stations et gares desservies : Gare de Sallanches - Combloux - Megève et Gare de Saint-Gervais-les-Bains-Le Fayet |                                                                          |                                                                          |                                                                          |                                                                          |                                                                          |                                                                          |                                                                          |                                                                          |
| Y84   | Autre : - Zones traversées : 3 zones interurbaines. - Amplitudes horaires : La ligne fonctionne du lundi au vendredi de 6 h 50 à 20 h 5 et le samedi à partir de 8 h 10 environ. - Date de dernière mise à jour : 7 décembre 2021. |                                                                          |                                                                          |                                                                          |                                                                          |                                                                          |                                                                          |                                                                          |                                                                          |
| Y84   | Dernière actualisation : — |                                                                          |                                                                          |                                                                          |                                                                          |                                                                          |                                                                          |                                                                          |                                                                          |
| Y85   | Sallanches — Zone industrielle ⥋ Passy — Plaine-Joux | Sallanches — Zone industrielle ⥋ Passy — Plaine-Joux                     | Sallanches — Zone industrielle ⥋ Passy — Plaine-Joux                     | Sallanches — Zone industrielle ⥋ Passy — Plaine-Joux                     | Sallanches — Zone industrielle ⥋ Passy — Plaine-Joux                     | Sallanches — Zone industrielle ⥋ Passy — Plaine-Joux                     | Sallanches — Zone industrielle ⥋ Passy — Plaine-Joux                     | Sallanches — Zone industrielle ⥋ Passy — Plaine-Joux                     | Sallanches — Zone industrielle ⥋ Passy — Plaine-Joux                     |
| Y85   | Ouverture / Fermeture — / — | Longueur —                                                               | Durée 70 min                                                             | Nb. d’arrêts 35                                                          | Matériel Autocars                                                        | Jours de fonctionnement L, Ma, Me, J, V, S                               | Jour / Soir / Nuit / Fêtes O / N / N / N                                 | Voy. / an —                                                              | Transporteur Borini Mont-Blanc                                           |
| Y85   | Desserte : - Communes desservies : Sallanches, Passy, Domancy et Saint-Gervais-les-Bains - Stations et gares desservies : Gare de Sallanches - Combloux - Megève et Gare de Saint-Gervais-les-Bains-Le Fayet |                                                                          |                                                                          |                                                                          |                                                                          |                                                                          |                                                                          |                                                                          |                                                                          |
| Y85   | Autre : - Zones traversées : 3 zones interurbaines. - Amplitudes horaires : La ligne fonctionne du lundi au vendredi de 6 h 55 à 19 h et le samedi à partir de 8 h environ. - Date de dernière mise à jour : 7 décembre 2021. |                                                                          |                                                                          |                                                                          |                                                                          |                                                                          |                                                                          |                                                                          |                                                                          |
| Y85   | Dernière actualisation : — |                                                                          |                                                                          |                                                                          |                                                                          |                                                                          |                                                                          |                                                                          |                                                                          |
| Y86   | Sallanches — Gare SNCF ⥋ Cordon — Mairie | Sallanches — Gare SNCF ⥋ Cordon — Mairie                                 | Sallanches — Gare SNCF ⥋ Cordon — Mairie                                 | Sallanches — Gare SNCF ⥋ Cordon — Mairie                                 | Sallanches — Gare SNCF ⥋ Cordon — Mairie                                 | Sallanches — Gare SNCF ⥋ Cordon — Mairie                                 | Sallanches — Gare SNCF ⥋ Cordon — Mairie                                 | Sallanches — Gare SNCF ⥋ Cordon — Mairie                                 | Sallanches — Gare SNCF ⥋ Cordon — Mairie                                 |
| Y86   | Ouverture / Fermeture — / — | Longueur —                                                               | Durée 20 min                                                             | Nb. d’arrêts 5                                                           | Matériel Autocars                                                        | Jours de fonctionnement L, Ma, Me, J, V, S                               | Jour / Soir / Nuit / Fêtes O / N / N / N                                 | Voy. / an —                                                              | Transporteur Borini Mont-Blanc                                           |
| Y86   | Desserte : - Communes desservies : Sallanches et Cordon - Stations et gares desservies : Gare de Sallanches - Combloux - Megève |                                                                          |                                                                          |                                                                          |                                                                          |                                                                          |                                                                          |                                                                          |                                                                          |
| Y86   | Autre : - Zones traversées : 3 zones interurbaines. - Amplitudes horaires : La ligne fonctionne à l'année du lundi au vendredi de 7 h à 19 h 5 et le samedi à partir de 8 h 30 environ. En saison, elle ne fonctionne que le samedi à raison de 3 allers-retours par jour. - Date de dernière mise à jour : 7 décembre 2021. |                                                                          |                                                                          |                                                                          |                                                                          |                                                                          |                                                                          |                                                                          |                                                                          |
| Y86   | Dernière actualisation : — |                                                                          |                                                                          |                                                                          |                                                                          |                                                                          |                                                                          |                                                                          |                                                                          |
| Y91   | Thonon-les-Bains — Gare SNCF ⥋ Les Gets — Gare routière | Thonon-les-Bains — Gare SNCF ⥋ Les Gets — Gare routière                  | Thonon-les-Bains — Gare SNCF ⥋ Les Gets — Gare routière                  | Thonon-les-Bains — Gare SNCF ⥋ Les Gets — Gare routière                  | Thonon-les-Bains — Gare SNCF ⥋ Les Gets — Gare routière                  | Thonon-les-Bains — Gare SNCF ⥋ Les Gets — Gare routière                  | Thonon-les-Bains — Gare SNCF ⥋ Les Gets — Gare routière                  | Thonon-les-Bains — Gare SNCF ⥋ Les Gets — Gare routière                  | Thonon-les-Bains — Gare SNCF ⥋ Les Gets — Gare routière                  |
| Y91   | Ouverture / Fermeture — / — | Longueur —                                                               | Durée 70 min                                                             | Nb. d’arrêts 14                                                          | Matériel Autocars                                                        | Jours de fonctionnement L, Ma, Me, J, V                                  | Jour / Soir / Nuit / Fêtes O / N / N / N                                 | Voy. / an —                                                              | Transporteur SAT Région du Léman                                         |
| Y91   | Desserte : - Communes desservies : Thonon-les-Bains, La Vernaz, La Baume, Le Biot, Saint-Jean-d'Aulps, Montriond, Morzine, Les Gets - Stations et gares desservies : Gare de Thonon-les-Bains |                                                                          |                                                                          |                                                                          |                                                                          |                                                                          |                                                                          |                                                                          |                                                                          |
| Y91   | Autre : - Zone traversée : 1 zone interurbaine. - Amplitudes horaires : La ligne fonctionne à l'année du lundi au vendredi de 6 h 10 à 19 h 10 environ. En saison, la ligne fonctionne aussi les weekends et jours fériés. - Particularités : - en période scolaire, la ligne dessert le collège Champagne de Thonon ; - en saison, la ligne monte jusqu'à la station d'Avoriaz le samedi avec un trajet direct depuis Thonon. - Date de dernière mise à jour : 7 décembre 2021. |                                                                          |                                                                          |                                                                          |                                                                          |                                                                          |                                                                          |                                                                          |                                                                          |
| Y91   | Dernière actualisation : — |                                                                          |                                                                          |                                                                          |                                                                          |                                                                          |                                                                          |                                                                          |                                                                          |
| Y92   | Cluses — Gare routière ⥋ Morzine — Gare routière | Cluses — Gare routière ⥋ Morzine — Gare routière                         | Cluses — Gare routière ⥋ Morzine — Gare routière                         | Cluses — Gare routière ⥋ Morzine — Gare routière                         | Cluses — Gare routière ⥋ Morzine — Gare routière                         | Cluses — Gare routière ⥋ Morzine — Gare routière                         | Cluses — Gare routière ⥋ Morzine — Gare routière                         | Cluses — Gare routière ⥋ Morzine — Gare routière                         | Cluses — Gare routière ⥋ Morzine — Gare routière                         |
| Y92   | Ouverture / Fermeture — / — | Longueur —                                                               | Durée 50 min                                                             | Nb. d’arrêts 9                                                           | Matériel Autocars                                                        | Jours de fonctionnement L, Ma, Me, J, V                                  | Jour / Soir / Nuit / Fêtes O / N / N / N                                 | Voy. / an —                                                              | Transporteur Autocars Jacquet                                            |
| Y92   | Desserte : - Communes desservies : Cluses, Châtillon-sur-Cluses, Taninges, Les Gets et Morzine - Stations et gares desservies : Gare de Cluses |                                                                          |                                                                          |                                                                          |                                                                          |                                                                          |                                                                          |                                                                          |                                                                          |
| Y92   | Autre : - Zones traversées : 4 zones interurbaines. - Amplitudes horaires : La ligne fonctionne à l'année du lundi au vendredi à raison de 3 à 4 départs par sens et par jour. En saison, la ligne fonctionne aussi les weekends et jours fériés. - Particularités : Un aller-retour est assuré sur réservation. - Date de dernière mise à jour : 7 décembre 2021. |                                                                          |                                                                          |                                                                          |                                                                          |                                                                          |                                                                          |                                                                          |                                                                          |
| Y92   | Dernière actualisation : — |                                                                          |                                                                          |                                                                          |                                                                          |                                                                          |                                                                          |                                                                          |                                                                          |
| Y93   | Cluses — Gare routière ⥋ Taninges - Praz de Lys - Sommand — La Savolière | Cluses — Gare routière ⥋ Taninges - Praz de Lys - Sommand — La Savolière | Cluses — Gare routière ⥋ Taninges - Praz de Lys - Sommand — La Savolière | Cluses — Gare routière ⥋ Taninges - Praz de Lys - Sommand — La Savolière | Cluses — Gare routière ⥋ Taninges - Praz de Lys - Sommand — La Savolière | Cluses — Gare routière ⥋ Taninges - Praz de Lys - Sommand — La Savolière | Cluses — Gare routière ⥋ Taninges - Praz de Lys - Sommand — La Savolière | Cluses — Gare routière ⥋ Taninges - Praz de Lys - Sommand — La Savolière | Cluses — Gare routière ⥋ Taninges - Praz de Lys - Sommand — La Savolière |
| Y93   | Ouverture / Fermeture — / — | Longueur —                                                               | Durée 75 min                                                             | Nb. d’arrêts 7                                                           | Matériel Autocars                                                        | Jours de fonctionnement L, Ma, Me, J, V, S                               | Jour / Soir / Nuit / Fêtes O / N / N / N                                 | Voy. / an —                                                              | Transporteur Autocars Jacquet                                            |
| Y93   | Desserte : - Communes desservies : Cluses, Châtillon-sur-Cluses et Taninges - Stations et gares desservies : Gare de Cluses |                                                                          |                                                                          |                                                                          |                                                                          |                                                                          |                                                                          |                                                                          |                                                                          |
| Y93   | Autre : - Zones traversées : 3 zones interurbaines. - Amplitudes horaires : La ligne fonctionne en saison du lundi au samedi à raison de 2 à 3 départs par sens et par jour. - Particularités : La ligne est assurée sur réservation. - Date de dernière mise à jour : 7 décembre 2021. |                                                                          |                                                                          |                                                                          |                                                                          |                                                                          |                                                                          |                                                                          |                                                                          |
| Y93   | Dernière actualisation : — |                                                                          |                                                                          |                                                                          |                                                                          |                                                                          |                                                                          |                                                                          |                                                                          |
| Y94   | Cluses — Gare routière ⥋ Sixt-Fer-à-Cheval — Gare routière | Cluses — Gare routière ⥋ Sixt-Fer-à-Cheval — Gare routière               | Cluses — Gare routière ⥋ Sixt-Fer-à-Cheval — Gare routière               | Cluses — Gare routière ⥋ Sixt-Fer-à-Cheval — Gare routière               | Cluses — Gare routière ⥋ Sixt-Fer-à-Cheval — Gare routière               | Cluses — Gare routière ⥋ Sixt-Fer-à-Cheval — Gare routière               | Cluses — Gare routière ⥋ Sixt-Fer-à-Cheval — Gare routière               | Cluses — Gare routière ⥋ Sixt-Fer-à-Cheval — Gare routière               | Cluses — Gare routière ⥋ Sixt-Fer-à-Cheval — Gare routière               |
| Y94   | Ouverture / Fermeture — / — | Longueur —                                                               | Durée 50 min                                                             | Nb. d’arrêts 12                                                          | Matériel Autocars                                                        | Jours de fonctionnement L, Ma, Me, J, V, S                               | Jour / Soir / Nuit / Fêtes O / N / N / N                                 | Voy. / an —                                                              | Transporteur Autocars Jacquet                                            |
| Y94   | Desserte : - Communes desservies : Cluses, Châtillon-sur-Cluses, Taninges, Verchaix, Morillon, Samoëns et Sixt-Fer-à-Cheval - Stations et gares desservies : Gare de Cluses |                                                                          |                                                                          |                                                                          |                                                                          |                                                                          |                                                                          |                                                                          |                                                                          |
| Y94   | Autre : - Zones traversées : 3 zones interurbaines. - Amplitudes horaires : La ligne fonctionne du lundi au samedi à raison de 1 à 4 départs par sens et par jour. - Particularités : Deux allers-retours sont assurés sur réservation. - Date de dernière mise à jour : 7 décembre 2021. |                                                                          |                                                                          |                                                                          |                                                                          |                                                                          |                                                                          |                                                                          |                                                                          |
| Y94   | Dernière actualisation : — |                                                                          |                                                                          |                                                                          |                                                                          |                                                                          |                                                                          |                                                                          |                                                                          |

#### Lignes transfrontalières

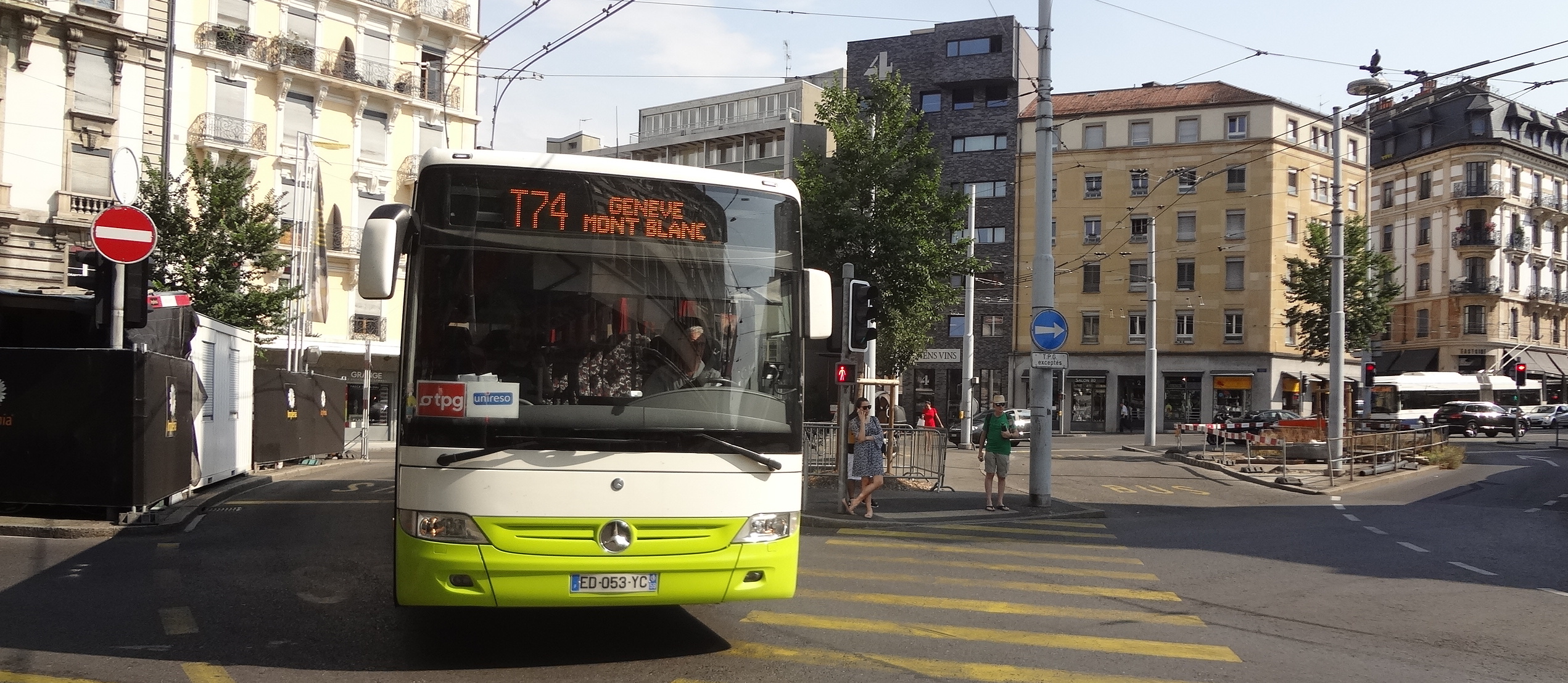
La ligne T74, devenue 274, à Genève.

Ces lignes sont coordonnées par le Groupement local de coopération transfrontalière qui s'occupe des lignes transfrontalières entre la France et le canton de Genève. Elles sont utilisables avec les titres de transport des communautés tarifaires Unireso et Léman Pass.
Depuis le 1er juin 2020, la région n'est plus compétente sur la partie française de la ligne 271 (ex-T71) au profit de Thonon Agglomération qui est devenue membre du GLCT.
| Ligne | Caractéristiques | Caractéristiques                            | Caractéristiques                            | Caractéristiques                            | Caractéristiques                            | Caractéristiques                              | Caractéristiques                            | Caractéristiques                            | Caractéristiques                            |
| 272   | Annecy — Gare routière ⥋ Genève — Aéroport | Annecy — Gare routière ⥋ Genève — Aéroport  | Annecy — Gare routière ⥋ Genève — Aéroport  | Annecy — Gare routière ⥋ Genève — Aéroport  | Annecy — Gare routière ⥋ Genève — Aéroport  | Annecy — Gare routière ⥋ Genève — Aéroport    | Annecy — Gare routière ⥋ Genève — Aéroport  | Annecy — Gare routière ⥋ Genève — Aéroport  | Annecy — Gare routière ⥋ Genève — Aéroport  |
| ----- | --- | ------------------------------------------- | ------------------------------------------- | ------------------------------------------- | ------------------------------------------- | --------------------------------------------- | ------------------------------------------- | ------------------------------------------- | ------------------------------------------- |
| 272   | Ouverture / Fermeture — / — | Longueur —                                  | Durée 80 à 90 min                           | Nb. d’arrêts 40                             | Matériel Autocars                           | Jours de fonctionnement L, Ma, Me, J, V, S, D | Jour / Soir / Nuit / Fêtes O / O / N / O    | Voy. / an —                                 | Transporteur Alpbus Fournier (RATP Dev)     |
| 272   | Desserte : - Communes desservies : Annecy, Fillière, Allonzier, Cruseilles, Copponex, Andilly, Saint-Blaise, Presilly, Beaumont, Neydens, Saint-Julien-en-Genevois, Plan-les-Ouates, Lancy et Genève - Stations et gares desservies : Gare d'Annecy, Gare de Saint-Julien-en-Genevois, Gare de Lancy-Bachet, Gare de Lancy-Pont-Rouge et Gare de Genève-Aéroport |                                             |                                             |                                             |                                             |                                               |                                             |                                             |                                             |
| 272   | Autre : - Zones traversées : 10 (Unireso), 230 (Léman Pass) et 5 zones interurbaines. - Amplitudes horaires : La ligne fonctionne du lundi au vendredi de 4 h 30 à 22 h 25 et le weekend à partir de 5 h 45 environ. - Particularités : La moitié des départs sont des services express par l'autoroute entre Fillière et la Suisse. - Renumérotation : À la demande de l'Office fédéral des transports de la Suisse, la ligne T72 est renumérotée 272 le 12 décembre 2021. - Date de dernière mise à jour : 10 décembre 2021. |                                             |                                             |                                             |                                             |                                               |                                             |                                             |                                             |
| 272   | Dernière actualisation : — |                                             |                                             |                                             |                                             |                                               |                                             |                                             |                                             |
| 274   | Sallanches — Mont-Blanc ⥋ Genève — Aéroport | Sallanches — Mont-Blanc ⥋ Genève — Aéroport | Sallanches — Mont-Blanc ⥋ Genève — Aéroport | Sallanches — Mont-Blanc ⥋ Genève — Aéroport | Sallanches — Mont-Blanc ⥋ Genève — Aéroport | Sallanches — Mont-Blanc ⥋ Genève — Aéroport   | Sallanches — Mont-Blanc ⥋ Genève — Aéroport | Sallanches — Mont-Blanc ⥋ Genève — Aéroport | Sallanches — Mont-Blanc ⥋ Genève — Aéroport |
| 274   | Ouverture / Fermeture — / — | Longueur —                                  | Durée 30 min                                | Nb. d’arrêts 7                              | Matériel Autocars                           | Jours de fonctionnement L, Ma, Me, J, V       | Jour / Soir / Nuit / Fêtes O / O / N / O    | Voy. / an —                                 | Transporteur Alpbus Fournier (RATP Dev)     |
| 274   | Desserte : - Communes desservies : Sallanches, Bonneville, Nangy et Genève - Stations et gares desservies : Terrassière (12 et 17) et Gare de Genève-Aéroport |                                             |                                             |                                             |                                             |                                               |                                             |                                             |                                             |
| 274   | Autre : - Zones traversées : 10 (Unireso), 210 (Léman Pass) et 5 zones interurbaines. - Amplitudes horaires : La ligne fonctionne du lundi au vendredi de 5 h 30 à 9 h 5 direction Genève et de 16 h à 21 h 20 direction Sallanches. - Renumérotation : À la demande de l'Office fédéral des transports de la Suisse, la ligne T74 est renumérotée 274 le 12 décembre 2021. - Date de dernière mise à jour : 10 décembre 2021.                                                                                                 |                                             |                                             |                                             |                                             |                                               |                                             |                                             |                                             |
| 274   | Dernière actualisation : — |                                             |                                             |                                             |                                             |                                               |                                             |                                             |                                             |

## Exploitation

### État de parc
Chaque transporteur étant propriétaire de ses propres véhicules, il est complexe de dresser un état de parc exhaustif pour les lignes régionales. En effet, au moment des appels d’offres, la région impose des contraintes techniques (longueur, capacité, motorisation,...), sans toutefois imposer de modèles précis. Il n’est donc pas surprenant de croiser des modèles différents en fonction des secteurs. Ainsi, la ligne Y51

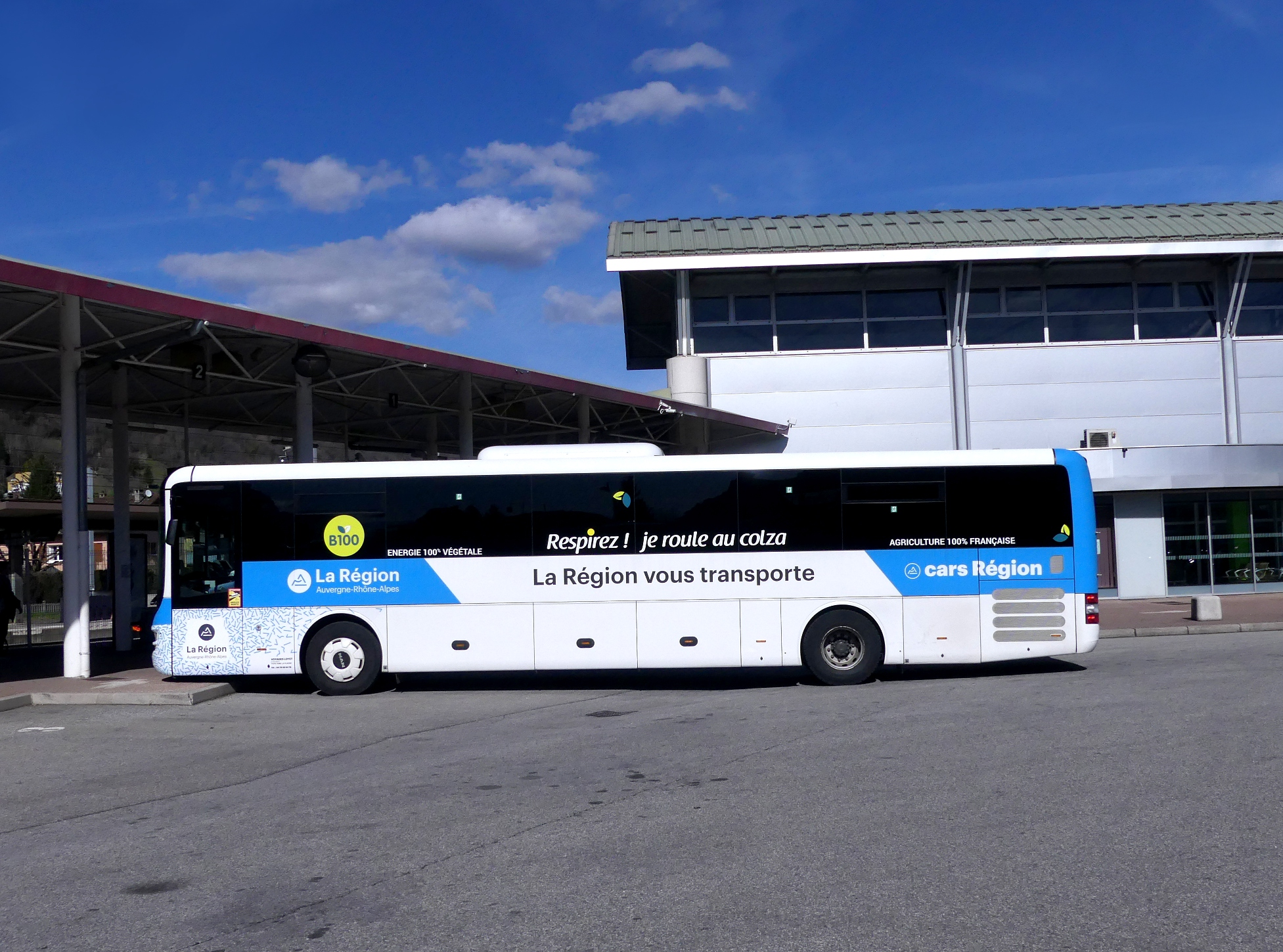
L’un des MAN Lion’s Intercity au colza exploité par Transdev sur la ligne Y51.

On constate depuis quelques années une politique d’utiliser des véhicules dits propres. Ainsi, depuis septembre 2021, le groupe Transdev exploite, via sa filiale Bassin Annécien, une flotte de 22 MAN Lion's Intercity au colza sur la ligne Y51, reliant Annecy à Albertville,,.